# Рупрехт VI фон Вирнебург
Рупрехт VI фон Вирнебург (на немски: Ruprecht VI von Virneburg; * пр. 1443; † между 16 юли и 12 октомври 1459) е граф на Вирнебург (1444 – 1459) и Нойенар, господар на Зафенберг, Нойенар, Монреал, Гелсдорф и Пелентц.

## Произход и наследство
Той е син на граф Филип фон Вирнебург († 1443) и съпругата му графиня Катарина фон Зафенберг († сл. 1474), наследничка на части от Нойенар, Зафенберг и Гелсдорф, дъщеря на граф Вилхелм фон Зафенберг-Нойенар († 1419/1426) и Матилда фон Райфершайт († 1426/1451). Внук е на граф Рупрехт IV (V) фон Вирнебург († 1444) и графиня Агнес фон Золмс-Браунфелс († 1415/1420). Брат е на граф Вилхелм фон Вирнебург (пр. 1435 – 1469/1474), граф на Вирнебург, господар на Фалкенщайн, на Агнес фон Вирнебург (пр. 1445 – 1478), омъжена на 19 ноември 1454 г. за граф Фридрих фон Вид († 1487), на Мехтилд фон Вирнебург (+ 9 април 1483), омъжена на 16 юни 1449 г. за Куно I фон Лайнинген-Вестербург (1425 – 1459), и на Маргарета фон Вирнебург († сл. 1419), абатиса на Св. Цецилия в Кьолн.
През 1445 г. Рупрехт VI и брат му Вилхелм поделят собствеността на баща им. Рупрехт получава графството Вирнебург.

## Фамилия
Рупрехт VI се жени на 12 май 1448 г. в Намюр, Белгия, за Маргарета дьо Зомбреф († сл. 25 март 1458), дъщеря на Жак III фон Марбайз-Зомбреф († 1420/1426/1431) и Жана де Крой. Те имат два сина:
- Филип II (* пр. 1466; † 1517/1522/1525), граф на Вирнебург-Зафенберг и Нойенар (1459 – 1517), женен I. пр. 1461 г. за Йохана фон Хорн († 1479); II. на 2 август 1479 г. в Браунфелс за Валпургис фон Золмс-Лих († 1499)
- Рупрехт (* пр. 1476; † 8 април 1513, Прюм), абат в Прюм (1476)

Вдовицата му Маргарета дьо Зомбреф се омъжва втори път за Гилес фон Бранденбург († сл. 1500).